# جزیره فلورس (آزور)
جزیره فلورس (به پرتغالی: Ilha das Flores) یک منطقهٔ مسکونی در پرتغال است که در آزور واقع شده‌است. جزیره فلورس ۱۴۳ کیلومتر مربع مساحت دارد.

## نگارخانه

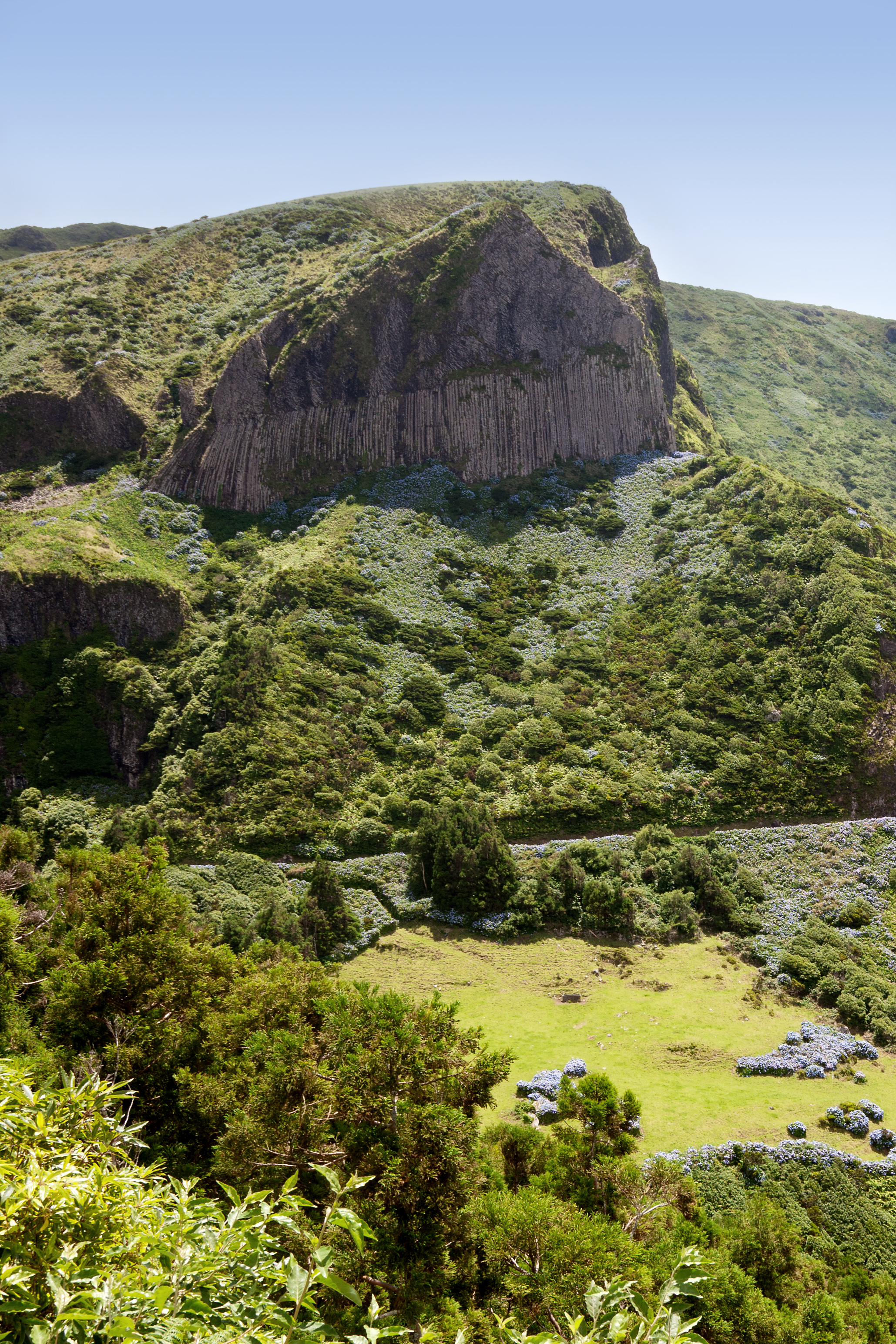
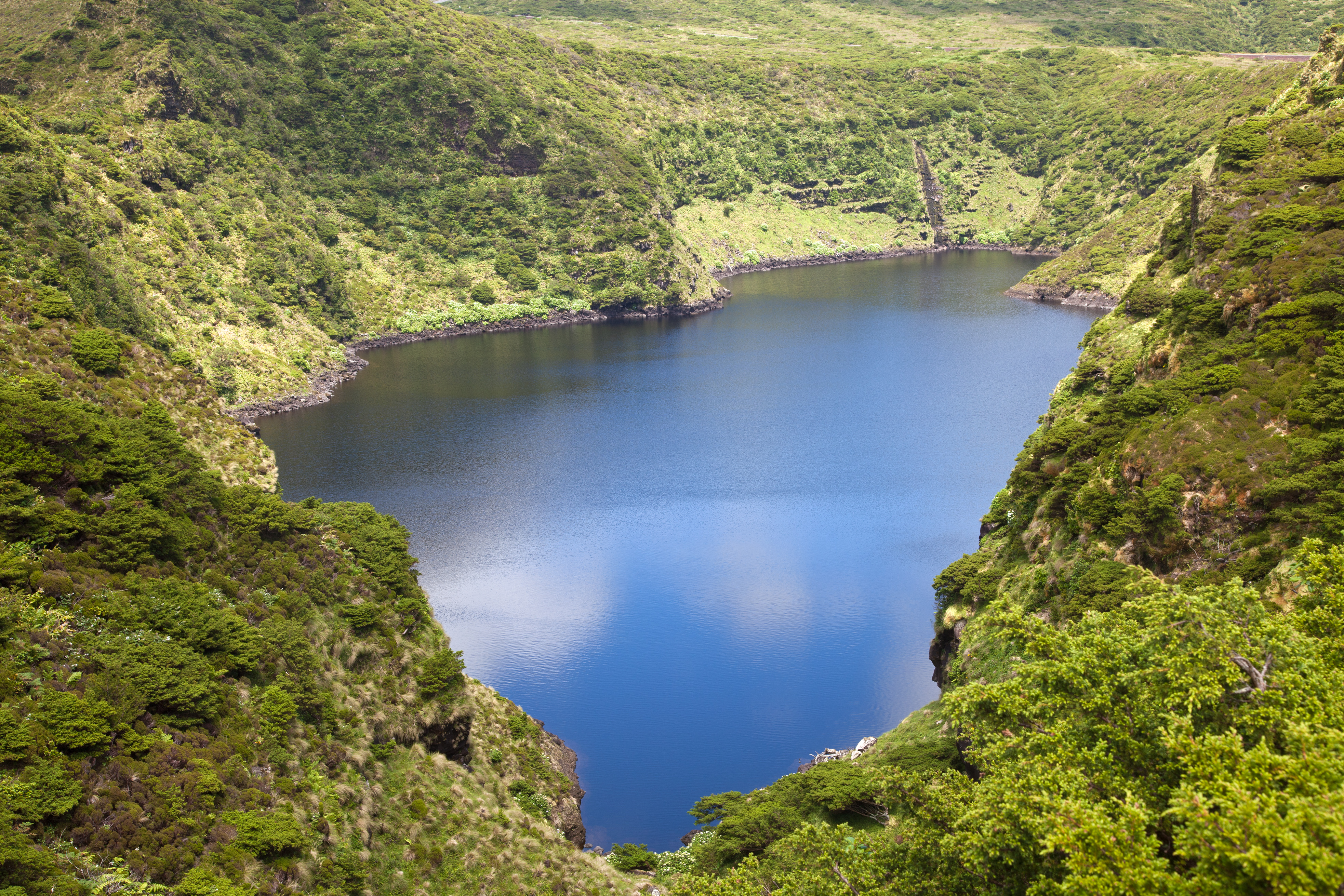
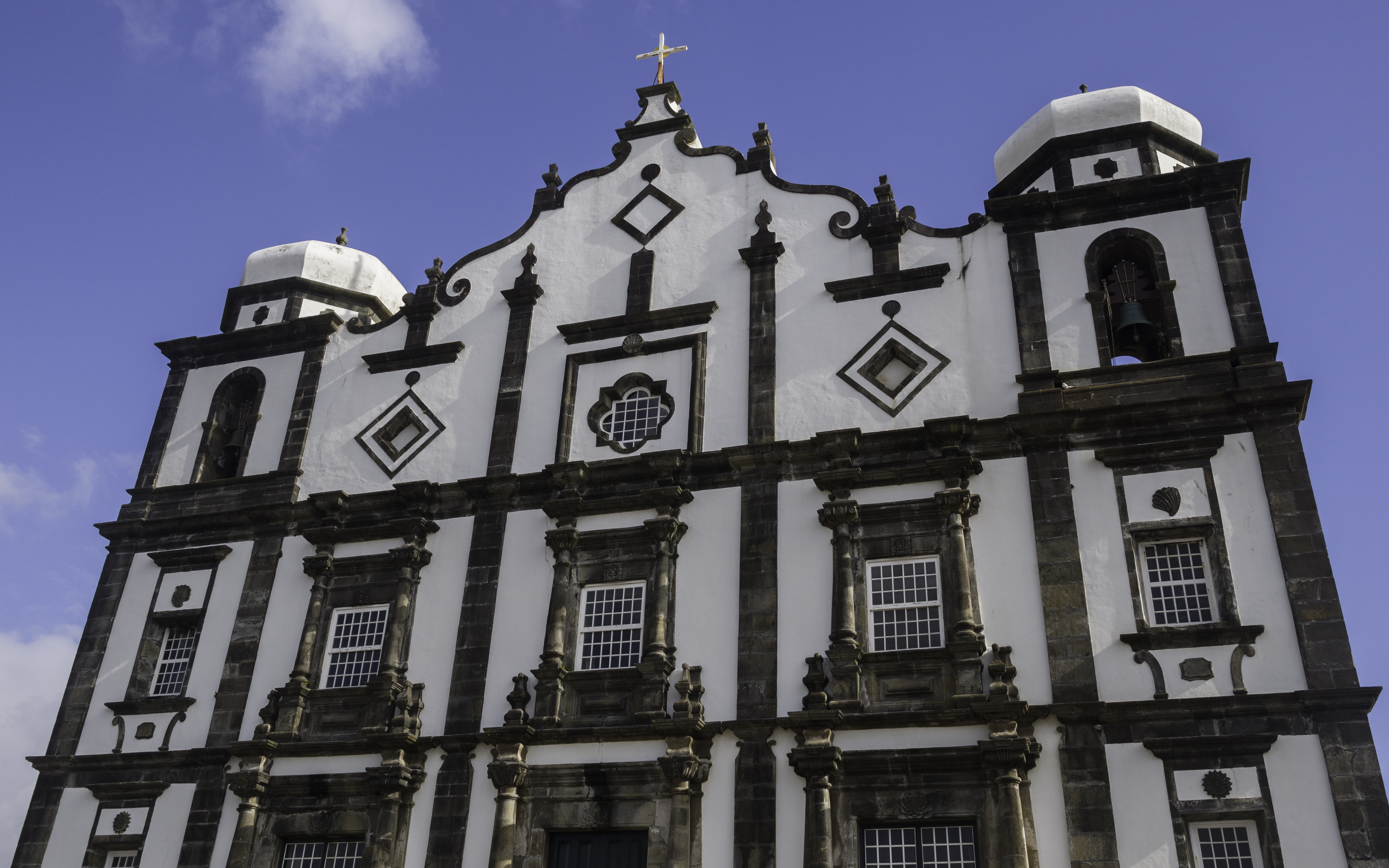
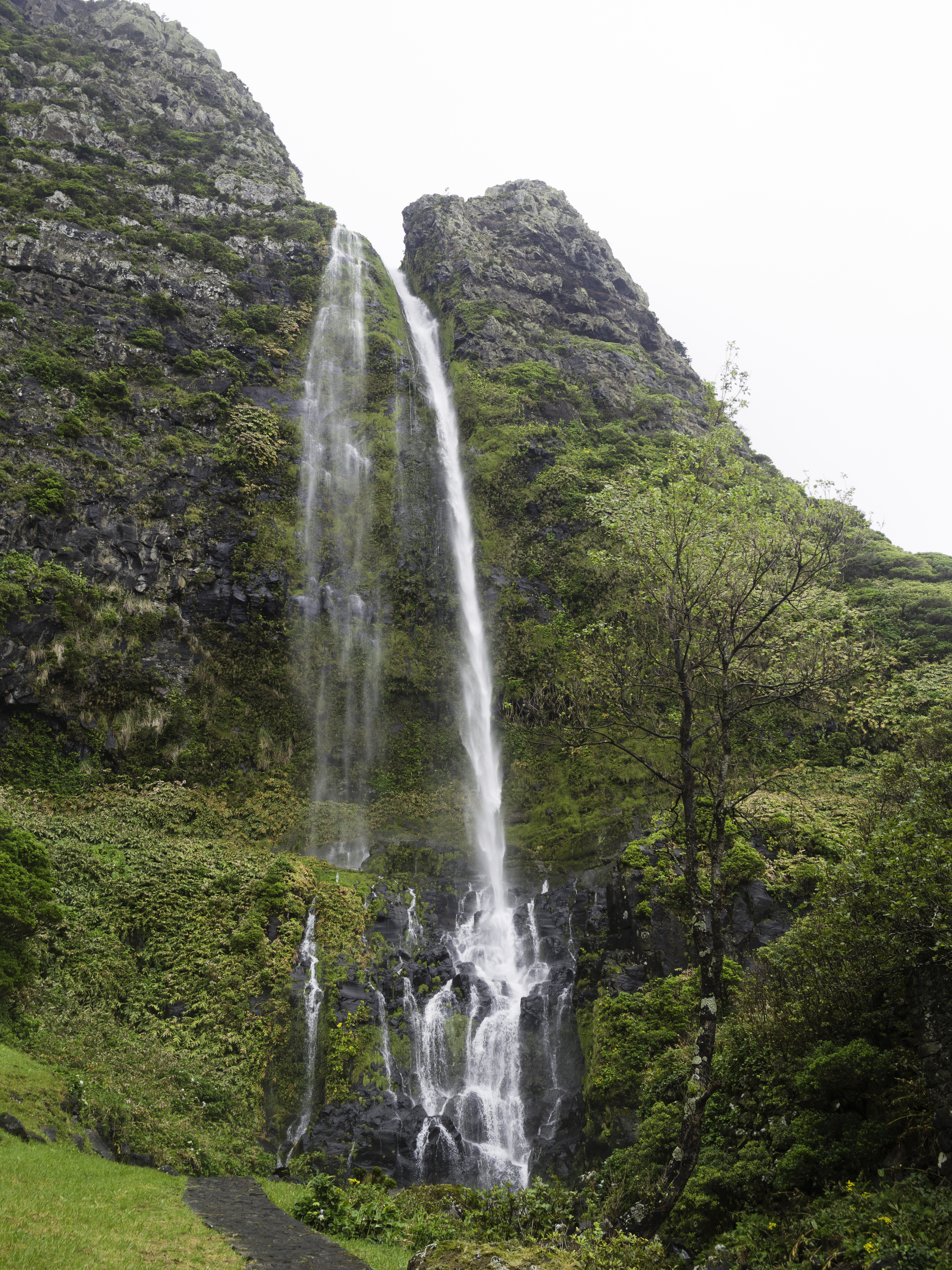
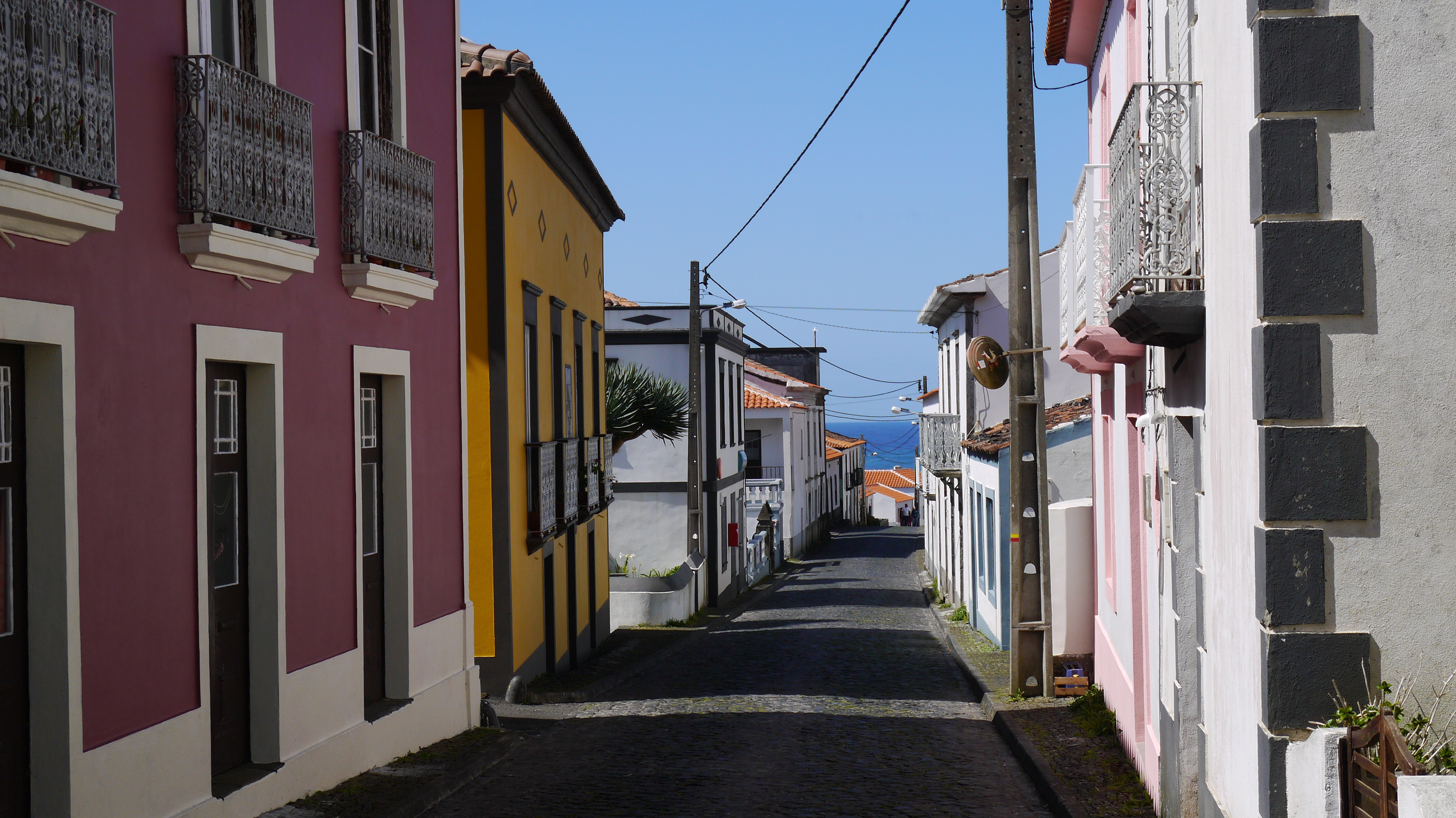